# Nikolaus Bernett
Nikolaus Bernett (* 26. April 1882 in Dreisielen; † 11. August 1969 in Oldenburg) war ein deutscher Lehrer, Turn- und Sportführer.

## Leben
Nach einem Besuch des Evangelischen Lehrerseminars Oldenburg (1897–1901) war Bernett zunächst als Volksschullehrer in Osternburg-Tweelbäke tätig. Seinen Wehrdienst leistete er im Oldenburgischen Infanterie-Regiment 91. Bei Ausbruch des Ersten Weltkriegs trat er in Oldenburg in das I. Bataillon des Reserve-Infanterie-Regiments 74 ein und wurde zum Leutnant der Landwehr befördert. 1915 erhielt er in Frankreich einen Schuss ins rechte Bein. Aufgrund der Verwundung wurde Bernett kriegsverwendungsunfähig und kehrte nach Oldenburg zurück, wo er weiterhin als Lehrer tätig war. Von 1921 bis 1932 war er außerdem am Lehrerseminar und dem Pädagogischen Lehrgang tätig. 1915 heiratete Bernett in der Osternburger Dreifaltigkeitskirche.      
1903 trat er in den Oldenburger Turnerbund ein und wurde 1912 Oberturnwart.
Von 1921 bis 1933 war er Referent (später Landesturnrat) des Landesamtes für Leibesübungen und Jugendpflege, Referent für Schulturnen im Oldenburger Ministerium für Kirchen und Schulen (1926–1933). Obwohl er sich noch am 27. Mai 1933 im Geiste Edmund Neuendorffs engagiert für die Deutsche Turnerschaft als 4. Säule des Nationalsozialismus eingesetzt hatte, wurde er 1933 als Vertreter des alten Regimes (er war Mitglied der DDP) aus der Lehrerbildung und dem Ministerium entfernt (blieb aber Lehrer für Leibesübungen im öffentlichen Schuldienst) und trat von seinen Ämtern in der Turnbewegung zurück, da für ihn die Gleichschaltung der Turnbewegung unvorstellbar war. Am 4. September 1937 beantragte er die Aufnahme in die NSDAP und wurde rückwirkend zum 1. Mai desselben Jahres aufgenommen (Mitgliedsnummer 4.673.713). 1938 konnte er sein Amt als Vorsitzender des Oldenburger Turnerbundes wieder antreten. Mit kurzer Unterbrechung in der Besatzungszeit 1945 war Bernett so von 1928 bis 1933, von 1938 bis 1945 und dann wieder von 1946 bis 1956 Vorsitzender des Oldenburger Turnerbundes (OTB). Von 1946 bis zu seinem Ruhestand 1947 war er an der Pädagogischen Akademie Oldenburg für die Ausbildung in Leibeserziehung der künftigen Volksschullehrer tätig. Er veröffentlichte einige Bücher zur Sportpraxis- und Geschichte, in denen er Turnen und Freitzeitübungen ohne Leistungsanspruch propagierte. Für seine Verdienste um den Sport in Niedersachsen wurde er in die Ehrengalerie des Niedersächsischen Instituts für Sportgeschichte aufgenommen. In Oldenburg ist eine Straße nach Bernett benannt.
Sein Sohn Hajo Bernett war Sporthistoriker.